# (10102) Digerhuvud
(10102) Digerhuvud (1992 DA6) – planetoida z grupy pasa głównego asteroid okrążająca Słońce w ciągu 3,77 lat w średniej odległości 2,42 j.a. Odkryta 29 lutego 1992 roku.